# Råtjärnen (Järna socken, Dalarna)
Råtjärnen är en sjö i Vansbro kommun i Dalarna och ingår i Dalälvens huvudavrinningsområde.